# Poecilosomella pectiniterga
Poecilosomella pectiniterga är en tvåvingeart som beskrevs av Deeming 1964. Poecilosomella pectiniterga ingår i släktet Poecilosomella och familjen hoppflugor. Inga underarter finns listade i Catalogue of Life.